# 师达中学
北京市师达中学，简称师达中学，是2001年由首都师大附中派遣的教学校长张国玺和部分附中在职教师创建的海淀区民办中学。2006年被评为“全国教育教学管理示范学校”称号。该校以严格的军事化管理而闻名。

## 历史沿革
2001年，学校由首都师范大学附属中学的教学校长张国玺带领58位首师大附中在职教师创立。
2016年9月17日，学校为纪念“九一八事变”在学校西操场东北角建成“国耻碑”，该碑由2016届的学生所设计。
2017年，学校成为中国教育学会改革实验区——海淀区基础教育国际交流与合作实验项目第一批实验学校。 [1]
2019年5月1日，学校正式获得剑桥国际考试委员会授权，成为全球剑桥国际成员校之一。

## 办学条件

### 办学规模
据2019年11月学校官网显示，学校占地160亩，近70亩的绿化面积，有初中教学班32个，其中初一年级12个班，初二、初三年级各10个班；高中年级共有12个教学班，高一、高二、高三各4个班。全校共有在校生2000多人，教职员工300多人，其中专任教师近130人。

### 硬件设施
据2019年11月学校官网显示，学校建有一个塑胶跑道、田径场、足球场，300米标准细沥青轮滑跑道，8个篮球场，2个排球场，4个羽毛球场，1个综合器械运动场，1个网球馆和1个女生形体练功厅，每班都配有一台乒乓球案。

### 师资
据2019年11月学校官网显示，学校有教职员工300多人，其中专任教师近130人，特级教师、北京市优秀教师、海淀区优秀教师、学科带头人、班主任带头人、学科教研员等共20余人。

## 现任领导
校长：魏燕文女士
党总支书记：韩国新先生

## 相关事件、争议
2020年3月线上教学期间，该校某教师要求一名学生打开手机逐项检查其安装的App并翻看微信聊天记录，随后又要求另一名学生共享电脑屏幕，检查其硬盘文件并试图查看个人照片。相关视频于2021年2月11日被上传到网络，引起热议。2021年2月13日晚，该校在其微信公众号上发布《关于网传视频“老师侵犯学生隐私”情况的说明》。

## 知名校友
鹿晗